# Степанов, Михаил Петрович (вице-адмирал)
Михаил Петрович Степанов (1908—2003) — советский военный инженер-механик, участник Великой Отечественной войны, начальник Высшего военно-морского инженерного училища имени В. И. Ленина, вице-адмирал (1984).

## Биография
Михаил Петрович Степанов родился 29 мая 1908 года в Самарканде Российской империи, (ныне Узбекистан).
В 1928 году окончил 3 курса Среднеазиатского государственного университета и поступил на механический сектор Высшего военно-морского училища имени т. Ф. Э. Дзержинского, которое окончил в сентябре 1932 года.
Был назначен командиром группы БЧ-5 подводной лодки (ПЛ) «Ленинец», с января 1934 года — командиром электро-механической боевой части лодки.
С апреля 1935 года служил механиком 12-го дивизиона подводных лодок, а с августа 1936 года — флагманским механиком 2-й Бригады ПЛ. С апреля 1939 года — начальник 2-го отдела Технического управления Балтийского Флота.
С декабря 1940 года по январь 1943 года учился на факультете военного кораблестроения Военно-морской академии им. К. Е. Ворошилова.
С января по ноябрь 1943 года — начальник отделения контрольно-приёмного аппарата Управления кораблестроения ВМФ.
В ноябре 1943 года назначен начальником дизельного факультета, в сентябре 1945 года — начальником кораблестроительного факультета а в августе 1948 года — заместителем начальника училища по учебно-научной работе ВВМИУ имени Ф. Э. Дзержинского.
С апреля 1951 по июнь 1952 года — заместитель начальника Военно-морской академии им. А. Н. Крылова по научно-исследовательской и учебной работе.
С июля по октябрь 1952 года находился в распоряжении УК ВМС.
В октябре 1952 года назначен начальником 2-го ВВМИУ (г. Пушкин). 3 августа 1953 года присвоено звание инженер-контр-адмирал.
С декабря 1959 года по август 1970 года — заместитель начальника ВМАКВ им. А. Н. Крылова по научно-исследовательской работе.
В августе 1970 года уволен в запасе по болезни.
18 ноября 1971 года присвоено звание вице-адмирал-инженер; с 26 апреля 1984 года — вице-адмирал.
Умер 19 января 2003 года. Похоронен на Казанском кладбище в г. Пушкине, в черте Санкт-Петербурга.

## Награды
- Орден Ленина
- Орден Красного Знамени
- Орден Красной Звезды
- Орден Отечественной войны I степени
- Медали
- Дважды именным оружием (1954, 1958).